# Метро-2: Смерть вождя
Метро-2: Смерть вождя (название на Западе — The Stalin Subway: Red Veil) — компьютерная игра в жанре шутера от первого лица, продолжение игры Метро-2, разработанная компанией Orion games и изданная компанией Бука в 2006 году.
В игре воссоздан московский метрополитен образца 50-х годов. Игроку предлагается вновь посетить секретную линию метро Д-6.

## Оценки и награды
| Русскоязычные издания | Русскоязычные издания |
| Издание               | Оценка                |
| --------------------- | --------------------- |
| Absolute Games        | 30 %                  |
| «Игромания»           | 3,0/10                |

Старейший русскоязычный игровой сайт Absolute Games в своей рецензии на игру поставил ей довольно низкую оценку в 30% со статусом «плохо». Журналисты критически отозвались о нелепом сюжете, сравнив его со старческим маразмом, непроработанном и полностью шаблонном дизайне локаций, очень плохом игровом ИИ ботов. Вместе с тем была отмечена интригующая сюжетная завязка, чей потенциал, однако, совершенно не раскрыт. Графика и другие технологии получила противоречивые отзывы. С одной стороны, журналисты отметили использование относительно новых на то время технологий High Dynamic Range Rendering, Parallax mapping и физического движка PhysX, а с другой — их плохую реализацию и общее устаревание игрового движка. В итоге рецензенты следующим образом охарактеризовали игру: «Эдакий медведь в шапке-ушанке, играющий на балалайке и приторговывающий матрешками».